# Grand Combin de Valsorey
Il Grand Combin de Valsorey (4.184 m s.l.m.) è una vetta del Grand Combin nelle Alpi Pennine. Si trova nello svizzero Canton Vallese.

## Caratteristiche

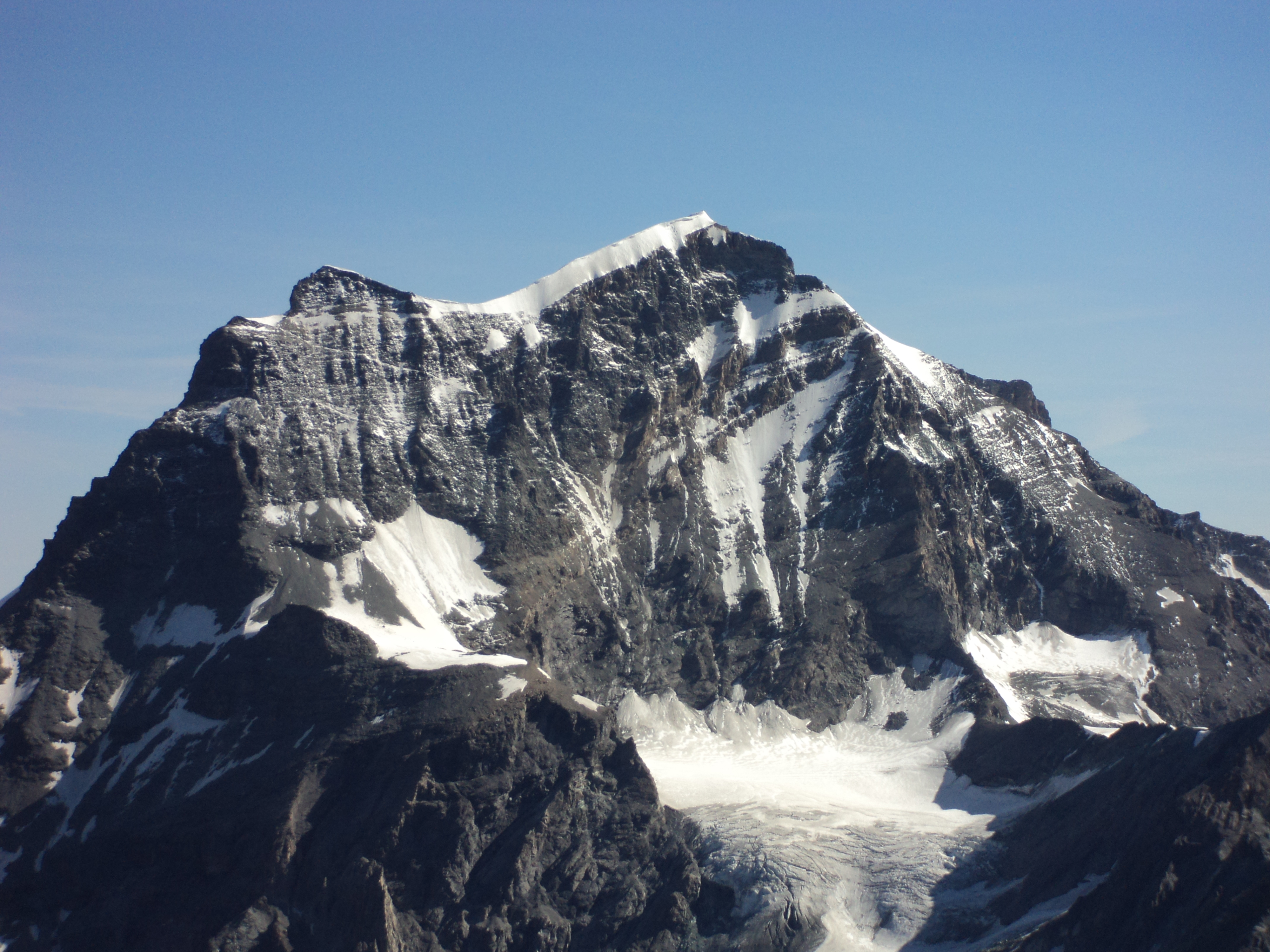
Il Grand Combin visto dal monte Vélan (versante sud-ovest). A sinistra il Grand Combin de Valsorey e a destra il Grand Combin de Grafeneire.

Si trova ad occidente della vetta principale, il Grand Combin de Grafeneire.

## Salita alla vetta
La via normale di salita avviene tramite la Spalla Isler lungo il suo versante sud. Si può partire dal Rifugio Franco Chiarella all'Amianthé oppure dalla Cabane de Valsorey e passando dal Bivacco Biagio Musso.